# Lille Eagles football australien
 (mars 2025).
Motif : Notoriété ?
- Archive Wikiwix
- Bing
- Cairn
- DuckDuckGo
- E. Universalis
- Gallica
- Google
- G. Books
- G. News
- G. Scholar
- Persée
- Qwant
- (zh) Baidu
- (ru) Yandex
- (wd) trouver des œuvres sur Wikidata

| 1. | Préciser le motif de la pose du bandeau. | Précisez le motif de la pose du bandeau en utilisant la syntaxe suivante : {{admissibilité à vérifier\|date=mars 2025\|motif=remplacez ce texte par le motif}}                                        |
| 2. | Informer les utilisateurs concernés.     | Pensez à avertir le créateur de l'article, par exemple, en insérant le code ci-dessous sur sa page de discussion : {{subst:avertissement admissibilité à vérifier\|Lille Eagles football australien}} |

 (juillet 2017).
Si vous disposez d'ouvrages ou d'articles de référence ou si vous connaissez des sites web de qualité traitant du thème abordé ici, merci de compléter l'article en donnant les références utiles à sa vérifiabilité et en les liant à la section « Notes et références ».
Les Lille Eagles est un club de football australien français situé dans le Nord. Créé en novembre 2016, c'est le premier club du Nord, situé dans la Métropole européenne de Lille. Les Lille Eagles est un club de football australien issu du transfert du club des Brittany Griffins monté en mai 2015.
Le siège social est localisé dans la ville de La Madeleine.
En mai 2017, les premiers entrainements officiels ont lieu au Stadium de Villeneuve d'Ascq.
En juin 2019, les Lille Eagles reçoivent une délégation parisienne en terrain Nordiste pour jouer leur premier match.
Le 2 septembre 2019 a lieu le premier entraînement officiel des Lille Eagles sous l'égide de la Fédération Léo Lagrange et du CNFA. 

## Histoire du club

### 2016: les origines
Le club a été fondé en octobre 2016 sous l'impulsion d'un ancien joueur de rugby passionné par le football australien. Il avait auparavant monté le club des Brittany Griffins en 2015. Il s'agit du premier club officiel de football australien dans le Nord et à Lille, adhérent de la fédération nationale et du Comité National de football australien. Le club bénéficie du soutien officiel de l'équipe professionnelle australienne des West Coast Eagles basée à Perth en Australie et reçoit un jeu de maillots et shorts aux couleurs de la franchise australienne. La saison 2016-2017 est lancée, le championnat de France de football australien débute, un premier licencié participe au match de championnat Paris Cockatoos-Cergy Coyotes.
En novembre 2016, le siège officiel est définitivement validé dans la petite Ville de La Madeleine près de la ville de Lille.
Compte-tenu de la mise en place tardive du club dans la région, l'association est en veille active pour la saison 2016-2017 et préparer la saison prochaine avec supports de communication, terrain d’entraînement, reconnaissance locale du club et une équipe.
- 5 octobre 2016 : fondation du club Lille Eagles
- 15 octobre 2016 : participation d'un joueurs au match de championnat de France Cockatoos - Coyotes à Vincennes
- 26 octobre 2016: participation d'un joueur au match de championnat de France Cockerels - Bordeaux Bombers à Vincennes
- 10 mars 2018: participation de deux joueurs au match de championnat de France Cockatoos - Aviators Blagnac à Vincennes
- 27 octobre 2018: participation de trois joueurs au match de championnat de France Cockerels - Toreadors Bayonne à Vincennes
- 11 mai 2019 : participation de trois joueurs au match de championnat de France Coyotes - Torreadors Bayonne à Pontoise
- 28 juin 2019 : premier match de l'équipe Lille Eagles lors d'une rencontre amicale avec les Paris Cocks au Stadium Villeneuve d'Ascq
- 16 novembre 2019: second match des Lille Eagles contre les Cergy Coyotes au stadium Villeneuve d'Ascq.

### 2017: les premières bases

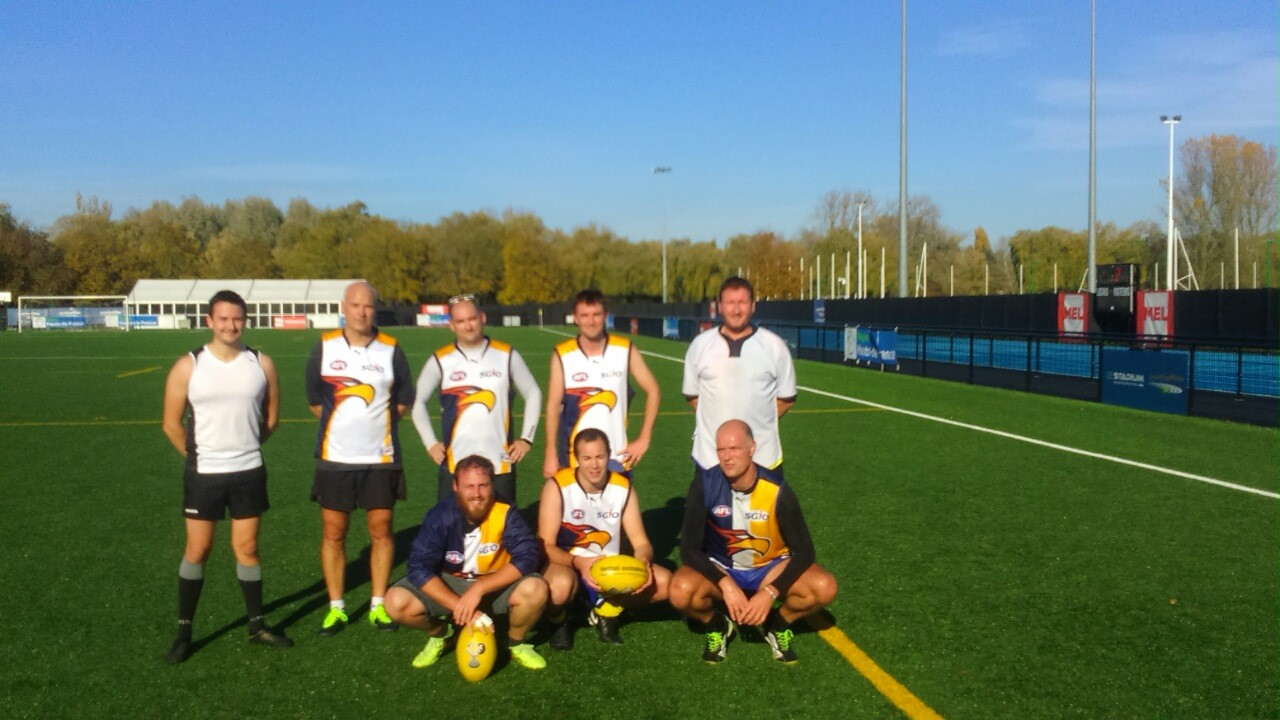
Joueurs des Lille Eagles en 2017

Le club des Eagles ne se développe pas comme escompté avec la mise en place d'entrainements hebdomadaires. Il s'appuie cependant sur la création en mai 2017 de la nouvelle section sportive Football australien de la MEL Team Sports au sein de la Métropole européenne de Lille. Cette section permet aux employés de la Métropole de disposer d'infrastructures sportives de qualité avec les terrains synthétiques du Stadium de Villeneuve-d'Ascq et les vestiaires. Lors de la création, la section football australien compte quatre joueurs. L'initiateur de la section est aussi le fondateur des Lille Eagles, il représente le club des Eagles et participe occasionnellement aux matches du championnat du CNFA.
Les entraînements sont hebdomadaires et ont lieu le midi sur les terrains annexes du Stadium Villeneuve d'Ascq.

### 2018: les fondements d'une équipe
Les Eagles existent par l'intermédiaire de la section à la Métropole européenne de Lille et des participations des joueurs licenciés Lille Eagles au match Cockerels - Aviators Blagnac à Paris. Dès le début 2018, la section se renforce de nouveaux joueurs ainsi que d'équipements adaptés pour les entrainements au football australien.
Depuis janvier 2018, les entraînements sont hebdomadaires et rarement reportés, l'apprentissage de la technique est croissant.  En octobre 2018, trois joueurs sous licence Lille Eagles jouent le match Cockerels - Bayonne et démontrent leur connaissance du jeu. Désormais les Lille Eagles sont reconnus comme une équipe en développement. L'équipe lilloise compte une douzaine de licenciés auprès de la section de la Métropole, quatre sont licenciés Lille Eagles pour renforcer occasionnellement les équipes du championnat. Ce nombre est appelé à augmenter.

### 2019: les premiers bases

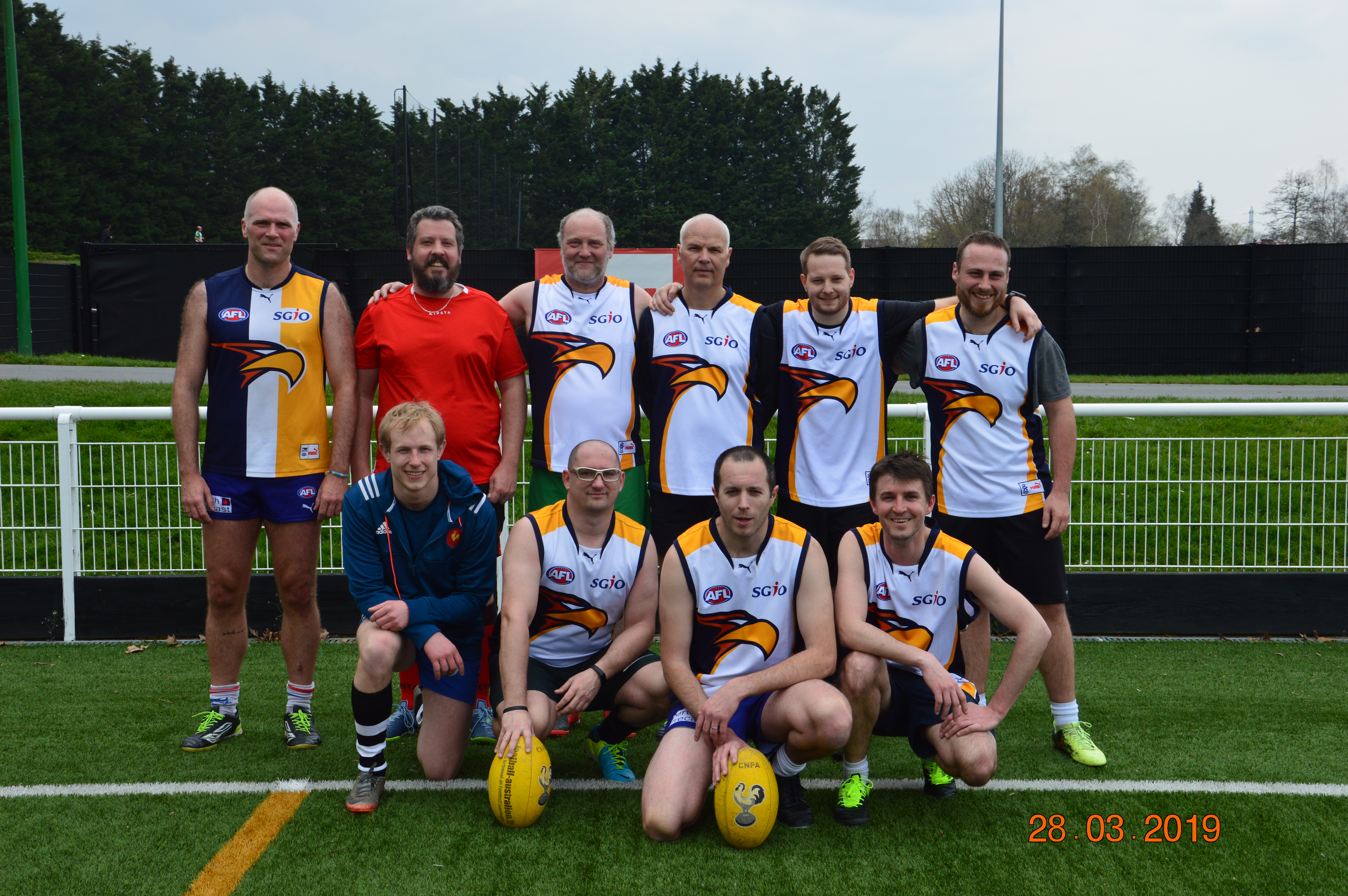
Joueurs des Lille Eagles

Le 22 juin 2019, l'équipe des Lille Eagles affronte pour la première fois de leur histoire la formation des Paris Cocks. Il s'agit de la première équipe des Lille Eagles jouant en son nom. Habituée à venir renforcer les différentes équipes du championnat de France de football australien depuis 2016, c'est après trois années que les Lille Eagles rencontre une autre équipe.
Pour leur premier match, dans une rencontre de quatre quarts-temps de 15 minutes, les Lille Eagles perdent sur le score lourd de 80-14 (21-7, 26-0, 13-1,20-6) avec les deux Goals officiels des [Lille Eagles et deux behinds.
C'est à la suite d'une saison que les Lille Eagles se développent et proposent un entrainement hebdomadaire le lundi soir pour la nouvelle saison soit:saison 2019-2020.
L'équipe des Eagles se renforce de nouvelles recrues et compte une quinzaine de joueurs.
Une seconde rencontre est prévue le 16 novembre 2019 pour affronter l'équipe des Coyotes Cergy Pontoise, elle se solde par une défaite 42-203 mais l'équipe est au complet avec 3 remplaçants.

## Compétitions
Depuis la création du club en 2016, le club n'est pas officiellement engagé dans une compétition de football australien en France. Cependant, quelques joueurs du club ont pu prendre part à des compétitions officielles.
Equipée en maillots et shorts officiels, les Lille Eagles jouent avec le maillot des West Coast Eagles officiel des années 2000-2015.

### Championnat de France 2016-2017
Le 15 octobre 2016, un joueur des Lille Eagles a intégré l'équipe des Cergy Coyotes pour la confrontation avec les Paris Cockatoos dans le cadre de la première journée de championnat.
Le 5 novembre 2016, un joueur participe au match Paris Cockatoos- Bordeaux Bombers pour le championnat de France.

### Championnat de France 2017-2018
Le 10 mars 2018, deux joueurs des Lille Eagles intègre l'équipe des Aviators Blagnac pour la confrontation avec les Paris Cockatoos dans le cadre du championnat.

### Championnat de France 2018-2019
Le 27 octobre 2018, trois joueurs des Lille Eagles intègrent l'équipe des Bayonne Torreadors pour la confrontation avec les Paris Cockerels dans le cadre du championnat.
Le 11 mai 2019, trois joueurs des Lille Eagles intègrent l'équipe des Bayonne Torreadors pour la confrontation avec les Coyotes Cergy dans le cadre du championnat.

### Championnat de France 2019-2020
Le 2 septembre 2019, c'est le lancement officiel et réel du club des Eagles avec le premier entrainement de l'équipe. Le club compte une quinzaine de licenciés. Issus de la section MEL Football australien, une majeure partie des joueurs sont également licenciés à la Métropole Européenne de Lille. 
Le 16 novembre, les Lille Eagles jouent leur premier match amical dans un format officiel digne du CNFA : quatre quarts-temps de 20 minutes, neuf joueurs de champs et trois remplaçants, terrain de rugby en herbe. 
L'issue du match est une défaite 42-203 avec 6 goals et 6 behinds inscrits par Lille. Les Eagles montrent un visage intéressant durant la première mi-temps. La seconde mi-temps est plus difficile et voit les expérimentés Coyotes prendre le large.

## Effectif 2019-2020
- Entraineurs :   Arnaud Deleurme

### Championnat de France 2020-2021
En mars 2020 commence une longue période sans compétition de football australien, liée à la crise sanitaire du COVID. La saison 2020-21 ne sera que rythmée que par quelques entrainements lorsque les conditions générales le permettent. Aucune opposition officielle n'a lieu pour l'équipe des Lille Eagles. Un joueur de l'équipe reprend le chemin des terrains en intégrant l'équipe des Cergy Coyotes le 25 juin 2021 à Pontoise pour jouer contre Antony Blues. 

### Championnat de France 2021-2022
La saison reprend quasi-normalement avec un lancement officiel le 6 septembre. Quelques joueurs de Lille Eagles intègrent les équipes Sélections Nord lors de l'évènement national du 4 septembre au Complexe Sportif Anthoine à Paris (75). En présence de toutes les équipes de football australien françaises et de Madame l'Ambassadrice d'Australie en France, il s'agit d'un retour gagnant du sport.  
Fin octobre, Lille Eagles renforce de nouveau les Cergy Coyotes lors de la 1ère journée du championnat contre Paris Cockerels à Antony. Ce match se solde par une victoire des Coyotes. 

## Effectif 2021-2022
- Entraineur :   Arnaud Deleurme